# Ignazio Persico

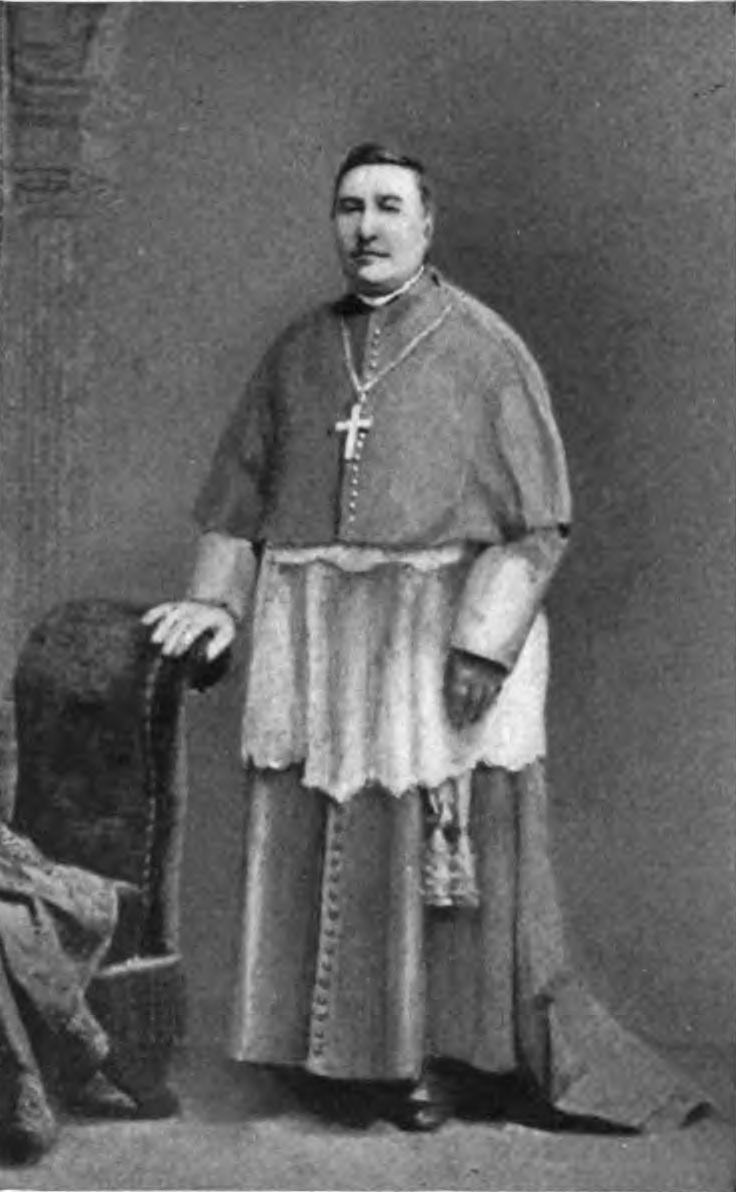
Ignatius Kardinal Persico (Photo: 19. Jh. Druck: 1914 und später)

Ignatius Camillus William Mary Peter Persico OFMCap (Ignazio da Napoli; * 30. Januar 1823, Neapel; † 7. Dezember 1896 in Rom) war ein italienischer Kardinal und Prälat der katholischen Kirche, der im Laufe seiner Karriere eine Reihe verschiedener Ämter in Italien, Indien und den USA innehatte. Er war unter anderem Apostolischer Vikar, Bischof, Apostolischer Delegat in Irland und Vikar der Römischen Kollegien.

## Leben
Pietro Persico entstammte einer vornehmen neapolitanischen Familie. Sein Vater Francesco Saverio war Intendant der Streitkräfte, seine Mutter Giuseppina Pennacchio gehörte zu einem italienischen Zweig der Familie Acton. Er erhielt seine Ausbildung in den Schulen der Jesuiten in Neapel, Sorrent und Rom und trat am 25. April 1839 dem Orden der Kapuziner bei und nahm den Ordensnamen Ignazio da Napoli an. Nach seiner Priesterweihe im November 1846 wurde er nach Patna, Indien, entsandt. Der apostolische Vikar Anastasius Hartmann machte ihn zu seinem engsten Mitarbeiter und Vertrauten. 1850 begleitete Persico Hartmann nach Mumbai, nachdem dieser dorthin versetzt worden war. Er unterstützte Hartmann dabei, ein Seminar zu gründen und die Zeitschrift Bombay Catholic Examiner ins Leben zu rufen. 1853 kam es zu einem Schisma in Goa, welches zu dieser Zeit noch zum portugiesischen Kolonialreich gehörte. Der Bischof sandte Persico nach Rom und London, um die Position der Kirche vor dem Papst und der britischen Regierung vorzutragen.
Persico wurde am 8. März 1854 zum Titularbischof von Gratianopolis ernannt und Hartmann als Auxiliarbischof zugeteilt; im nächsten Jahr wurde er als Visitator des Apostolischen Vikariates Agra berufen und später apostolischer Vikar. Während des Indischen Aufstands von 1857 kam er nur durch Glück mit dem Leben davon und musste 1860 nach Italien zurückkehren. 1866 wurde er zu einer Mission in die Vereinigten Staaten entsandt und nahm an den Plenary Councils of Baltimore teil.
Am 20. März 1870 wurde Persico zum Bischof der Diözese Savannah, Georgia ernannt. Als er erneut schwer erkrankte, trat er 1873 zurück. 1874 wurde er als Apostolischer Delegat nach Kanada entsandt und 1877 beauftragt, die Angelegenheiten des Malabar-Schismas in Ordnung zu bringen.
Am 26. März 1879 wurde er zum Koadjutor von Aquino in Italien ernannt. Im März 1887 wurde er zum Titularerzbischof von Tamiathis ernannt und als Apostolischer Delegat nach Irland entsandt, um Bericht über die Beziehung des Klerus zu den politischen Bewegungen zu geben. Er erkannte schnell, dass die Fragen nicht nur vor dem aktuellen politischen Hintergrund, sondern auch vor dem geschichtlichen Hintergrund betrachtet werden mussten. Daher zögerte er seinen Bericht hinaus. Am 23. April 1888 wurde er von einer Erklärung des Offiziums überrascht, die erklärte, dass es nicht rechtens sei, dem Plan of Campaign zu folgen und am Boykott teilzunehmen. Im Juni 1888 erließ Leo XIII. die Enzyklika Saepe nos. Persico kehrte enttäuscht nach Rom zurück. Dort wurde er zum Vikar des Päpstlichen Kollegs ernannt. Am 16. Januar 1893 wurde er zum Kardinal mit der Titelkirche San Pietro in Vincoli erhoben und zum Kardinalpräfekten der Kongregation für Ablässe und die heiligen Reliquien ernannt.
Er starb am 7. Dezember 1895 in Rom und wurde in der Kapelle der Kongregation für die Glaubenslehre auf dem Campo Verano beigesetzt.